# Rutilio Benincasa

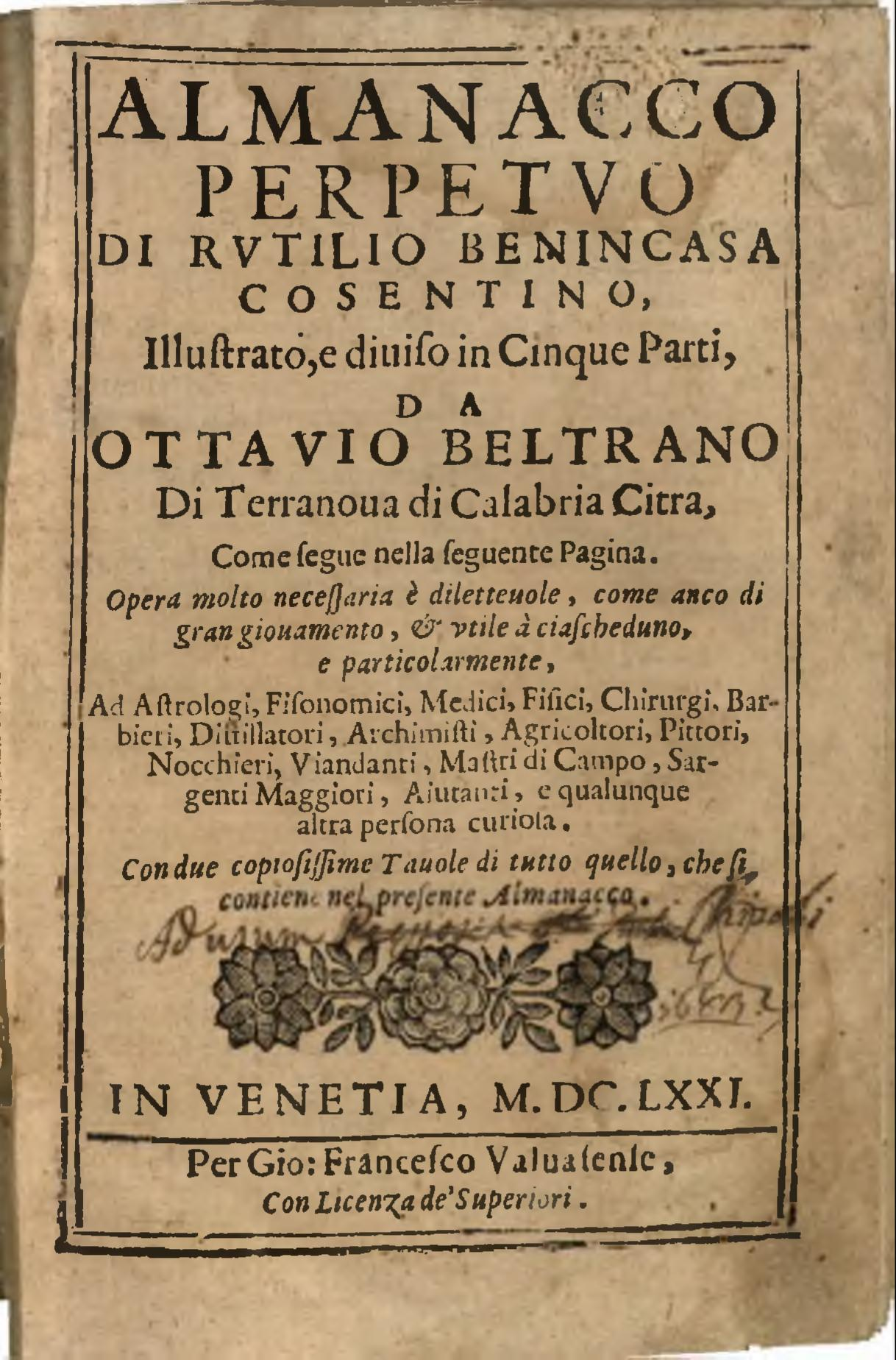

Rutilio Benincasa (Torzano, 1555 – 1626) è stato un astronomo e astrologo italiano.

## Biografia
Sono poche le notizie storiche su questo personaggio al cui nome sono associate vicende leggendarie, presenti talora anche nel folklore europeo o nella tradizione letteraria classica, per cui a livello popolare è considerato una delle incarnazioni del prototipo dello stregone. Certa è la data di nascita, avvenuta a Torzano, oggi frazione del comune di Cosenza denominata Borgo Partenope, meno certa è la data di morte. Secondo lo storico del XVIII secolo Salvatore Spiriti la morte di Benincasa sarebbe avvenuta nel 1626, recenti ricerche documentarie dello studioso Lorenzo Coscarella, invece, ne hanno anticipato la morte di circa un ventennio.
Dalla precisione dei suoi calcoli astronomici, ma dalla rozza e scorretta lingua latina adoperata nei suoi scritti, si è ipotizzato che fosse un autodidatta molto dotato in astronomia. Secondo una tradizione diffusa in Calabria, Benincasa avrebbe partecipato alla congiura di Campanella il cui fallimento lo avrebbe costretto alla clandestinità.
Il suo nome è legato alla sua opera più conosciuta, l'Almanacco Perpetuo, scritta nel 1587, e stampata per la prima volta a Napoli nel 1593 presso Giovanni Iacopo Carlino e Paci. Il successo dell'Almanacco è dimostrato dalle moltissime edizioni che furono ristampate nel corso dei secoli e dall'essere assurto a modello per altri almanacchi successivi, tra i quali compare il Barbanera, considerato il suo più diretto erede. Dopo la morte di Rutilio, l'Almanacco fu ritoccato da molti altri, tra cui Ottavio Beltrano, con lo scopo di aggiornarlo.
Rutilio Benincasa è noto poi per alcune tavole numeriche a lui attribuite, attraverso le quali, secondo la credenza popolare, sarebbe possibile prevedere l'uscita dei numeri al lotto. A Benincasa nei secoli successivi alla sua morte vennero infatti ricondotte numerose pubblicazioni, in realtà quasi tutte apocrife.